# Marc Santo-Roman
Marc Santo-Roman (Tolosa de Llenguadoc, 13 de setembre de 1960), és un jugador d'escacs francès, que té el títol de Gran Mestre.

## Força de joc
Segons Chessmetrics, en el moment àlgid de la seva carrera, l'octubre de 1991, la força de joc de Santo-Román era equivalent a un Elo de 2557, i era en aquella data el jugador número 317 del món. La seva millor actuació individual fou al Campionat de França celebrat a Angers el 1990, on hi va fer 11 de 14 possibles punts (un 79%) contra una oposició mitjana de 2462, per una performance de 2644.

## Resultats destacats en competició
Santo-Roman va guanyar tres cops el Campionat de França, a Angers 1990 (en un torneig en què hi participava l'excampió del món Borís Spasski, que fou 4t), Montpeller 1991, i Chambéry 1994.

### Participació en olimpíades d'escacs
Santo-Roman va participar, representant França, en tres Olimpíades d'escacs, totes les edicions celebrades entre els anys 1990 i 1994 (amb un total de 14½ punts de 26 partides, un 55,8%). A totes les edicions hi participà com a MI.
| Any  | Olimpíada      | Ciutat   | Elo propi | Tauler | Partides | Guanyades | Taules | Perdudes | %     | Posició indiv. | Posició equip |
| ---- | -------------- | -------- | --------- | ------ | -------- | --------- | ------ | -------- | ----- | -------------- | ------------- |
| 1990 | XXIX Olimpíada | Novi Sad | 2435      | 4t     | 9        | 4         | 3      | 2        | 61,1% | 16             | 15            |
| 1992 | XXX Olimpíada  | Manila   | 2495      | 4t     | 7        | 2         | 1      | 4        | 35,7% |                | 27            |
| 1994 | XXXI Olimpíada | Moscou   | 2420      | 4t     | 10       | 5         | 3      | 2        | 65,0% | 14             | 34            |

## Partides notables
- Marc Santo Roman vs Benoit Lepelletier, FRA-ch 1997, defensa siciliana: variant Scheveningen, atac Keres (B81), 1-0
- Suat Atalik vs Marc Santo Roman, Cappelle la Grande 1999, defensa holandesa: variant semi-Leningrad (A81), 1/2-1/2